# 茲沃倫 (波蘭)

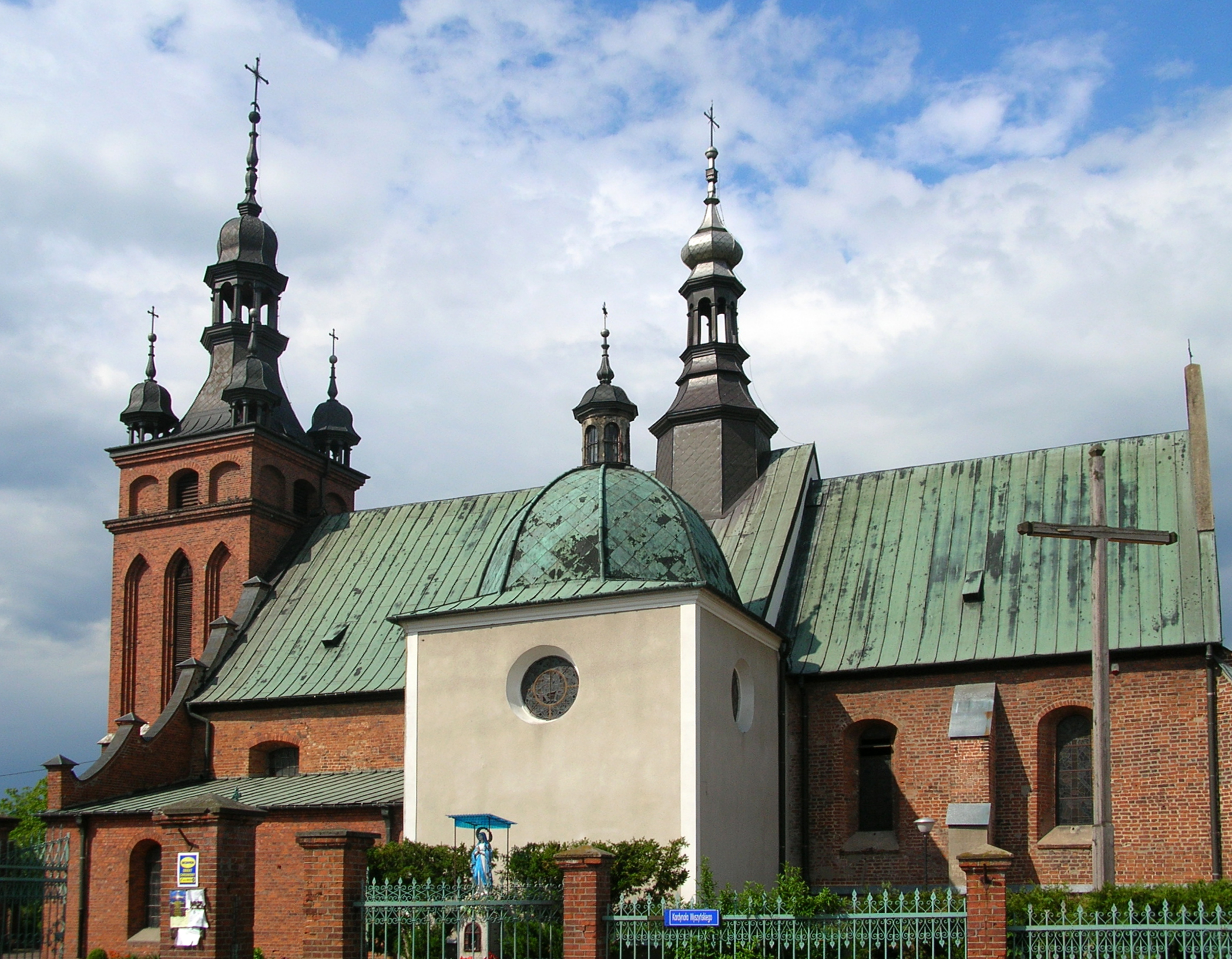

茲沃倫是波蘭的城鎮，位於該國東南部，由馬佐夫舍省負責管轄，面積15.78平方公里，2006年人口8,176。在瓜分波蘭中，該鎮被納入奧地利管治範圍。

## 外部連結
- Official town webpage （页面存档备份，存于）
- Map, via mapa.szukacz.pl （页面存档备份，存于）
- Jewish Community in Zwoleń （页面存档备份，存于） on Virtual Shtetl